# Nancy Ajram
 Nancy Ajram (en arabe: نانسي عجرم), née le 16 mai 1983 à Achrafieh (Beyrouth) est une chanteuse de pop libanaise.

## Biographie
Nancy est la fille de Nabil et Remonda Ajram et est issue d’une famille chrétienne maronite. Elle est la sœur aînée de Nadine (actrice née en 1984) et de Nabil (chanteur né en 1985). Nancy commence à chanter à l'âge de douze ans en participant à Noujoum Al-Moustaqbal (Étoiles du Futur), une télé-réalité musicale libanaise qui marque le début de sa carrière médiatique.
Elle est mariée au dentiste Dr. Fadi El Hachem, depuis septembre 2008. Elle accouche de son premier enfant, une petite fille qu'elle prénomme Mila, le jour même de son anniversaire, soit le 16 mai 2009.
Elle donne ensuite naissance à deux autres filles, Ella, née le 23 avril 2011 et Lya, née le 30 janvier 2019.

## Carrière musicale

### Les débuts
Nancy Ajram est la plus jeune chanteuse libanaise à avoir sorti un single. C'est en 1998, à l'âge de 15 ans, que sortent ses premiers singles "Hobbak Allam Albi el Ghiri" et "Oulha Kelma Ala Shani" ainsi que son premier album Mihtagalak ("J'ai besoin de toi"). L'album Sheel Oyoonak Anni ("Arrête de me fixer"), sorti en 2000, obtient un plus grand succès que le précédent. Le single Akhasmak Ah et l'album Ya Salam terminent premiers dans les hit-parades libanais et égyptiens (l'Égypte étant le plus grand marché de musique arabe).
Elle commence à chanter dès sa jeunesse en participant à des concours pour la chaîne de télévision libanaise arabophone LBC. Elle gagne un concours en chantant un morceau d'Oum Kalthoum dans l'émission Noujoum Al-Moustaqbal (Les étoiles du futur) sur Future TV. Sa carrière a réellement commencé en 2003, quand elle est arrivée à imposer un nouveau style avec le morceau Akhasmak Ah.
C'est Nadine Labaki, la célèbre réalisatrice libanaise (Caramel…), qui a dirigé le tournage de certains de ses clips les plus célèbres comme Ah W Noss, Lawn Oyounak ou Enta Eih.
En 2010, elle est choisie pour interpréter en arabe avec K'naan, Wavin' Flag, l'hymne de la coupe du monde de football de 2010.
Elle est désormais l'égérie de Coca-Cola et de la gamme de bijoux « Damas » dans le monde arabe.
En 2014, elle devient l'ambassadrice de la marque de smartphones Huawei et devient l'égérie de leur nouveau produit, le Ascend Mate 7. De nombreuses pubs sont alors réalisées à partir de clips existants. 
Jiji Lamara est le manager officiel de la chanteuse depuis ses débuts, il est donc avec elle lors de tous ses déplacements et prend soin de Nancy et de sa carrière.

### Les tournées
Nancy Ajram fait beaucoup parler d'elle et ses tournées sont parfois assez mouvementées. Elle a lors d'un concert au Bahreïn suscité de vives réactions politiques et lors d'un autre concert cette fois-ci au Koweït, on lui imposa de porter une robe noire qui cacherait ses jambes jusqu'aux chevilles.
Les tournées de la chanteuse l'ont déjà menée sur les cinq continents,. La chaîne A3 a d'ailleurs suivi Nancy Ajram dans le cadre de son émission Behind The Scene lors de sa tournée américaine qui inclut les villes de Chicago, Boston, Las Vegas, Los Angeles, San Francisco, parmi d'autres.

### Les récompenses
- Elle a gagné trois fois de suite le titre de chanteuse la plus populaire du monde arabe en 2004, 2005 et en 2006 avec le Murex d'Or organisé au Casino du Liban.
- Elle est élue successivement en 2003 et 2004 comme meilleure chanteuse arabe par le magazine Zahrat al-Khalij.
- Elle est nommée par l'hebdomadaire américain Newsweek comme l'une des chanteuses les plus influentes du monde arabe en 2005, en parallèle avec les chanteuses Elissa et Haifa Wehbe. C'est l'une des icônes de la chanson panarabe.
- En 2008, elle obtient un World Music Award à Monaco, comme meilleure artiste de l'année au Moyen-Orient.

## Albums
- 1998: Mihtagalak (Besoin de toi)
- 2001: Sheel Oyounak Anni (Cesse de me regarder)
- 2003: Ya Salam (Ô merveilleux amour)
- 2004: Ah W Noss (Oui et plus…)
- 2006: Ya Tabtab… Wa Dalla'a (Je le gatte)
- 2007: Shakhbat Shakhabit (Griffonanages et Griboullis)
- 2007: El Donya Helwa (La vie est belle)
- 2008: Bitfakar Fi Eih (Tu penses à quoi?)
- 2010: Nancy 7
- 2012: Super Nancy
- 2014: Nancy 8
- 2017: Nancy 9
- 2021: Nancy 10
- 2025: Nancy 11

## Vidéos
Mihtagalak (en)
- Mihtagalak

Sheel Oyoonak Anni (en)
- Sheel Oyoonak Anni

Ya Salam (en)
- Akhasmak ah
- Ya Salam
- Yay

Ah W Noss (en)
- Ah W Noss
- Lawn Oyounak
- Oul Tany Keda
- Enta Eih

Ya Tabtab...Wa Dallaa (en)
- Ya Tabtab…Wa Dallaa
- Mo'gaba
- Ana Yalli
- Ehsas Jdid
- Elli Kan

Shakhbat Shakhabit (en)
- 3 videos en 1 : Shakhbat Shakhabit/Katkouta/Shater
- Resala Lel A'alam

Bitfakkar Fi Eih (en)
- Bitfakkar Fi Eih
- Meen Dah Elli Nesik
- Lamset Eid
- Mashi Hadi
- Ebn el Giran

Nancy 7 (en)
- Fi Hagat (sortie le 6 septembre 2010)
- Sheikh El Shabab (sortie le 23 décembre 2010)
- Ya Kether (sortie le 13 mai 2011)

Super Nancy (en)
- 3 videos en 1 : Ya Banat/Ba'ouse/Stouhi

Nancy 8 (en)
- Ma Tegi Hena (sortie le 21 mars 2014)
- Mouch Far'a Ktir
- Ma Aw'edak Ma Gheer
- Yalla (sortie le 26 octobre 2014)
- W Bkoun Jayi Wadeak

Hassa Beek (en)
- W Maak[4]
- Hassa Beek [5]

### Vidéos hors album
- La Ma Khelset El Hekaya (avec d'autres chanteurs)
- Ilha'ni/Follow Me (avec d'autres chanteurs)
- Habib El-Omr (soutien au Liban)
- Khallik Bi Wijj El Ghadab (soutien à l'armée libanaise)
- « Wavin' Flag » (Coupe du monde de football 2010) avec K'naan
- Opérette Jaych Lebnen (avec Assi Al Hillani, Nawal Al Zoghbi, Samir Sfeir et Wael Kfoury)
- Wahshany Ya Masr
- Ana Masry
- Shaggaa Helmak (FIFA 2014 avec Cheb Khaled)
- Aamel Aela
- Badak Teb'a Fik
- Badna Nwallee El Jaw